# Heizmannia
Heizmannia este un gen de țânțari din familia Culicidae.

## Specii[1]
- Heizmannia achaetae
- Heizmannia aurea
- Heizmannia aureochaeta
- Heizmannia carteri
- Heizmannia catesi
- Heizmannia chandi
- Heizmannia chengi
- Heizmannia communis
- Heizmannia complex
- Heizmannia covelli
- Heizmannia demeilloni
- Heizmannia discrepans
- Heizmannia funerea
- Heizmannia greenii
- Heizmannia heterospina
- Heizmannia himalayensis
- Heizmannia indica
- Heizmannia kana
- Heizmannia kanhsienensis
- Heizmannia lii
- Heizmannia lui
- Heizmannia macdonaldi
- Heizmannia mattinglyi
- Heizmannia menglianensis
- Heizmannia menglianeroides
- Heizmannia occidentayunnana
- Heizmannia persimilis
- Heizmannia proxima
- Heizmannia reidi
- Heizmannia ruiliensis
- Heizmannia scanloni
- Heizmannia scintillans
- Heizmannia taiwanensis
- Heizmannia tengchongensis
- Heizmannia thelmae
- Heizmannia tripunctata
- Heizmannia viridis